# Futabas (höchst) seltsame Reise
Futabas (höchst) seltsame Reise (jap. その向こうの向こう側, Sono Mukō no Mukōgawa, dt. „Jene andere Seite gegenüber“) ist ein Manga des japanischen Zeichners Yoshitomo Watanabe aus den Jahren 2004 bis 2008. Das Werk wurde in mehrere Sprachen übersetzt und umfasst über 1000 Seiten. 

## Handlung
Der Sechstklässler Futaba Kudo ist für sein Alter recht klein und hat drei Geschwister. Eines Tages auf seinem Weg nach Hause fällt ein Mädchen namens Kiara vom Himmel, das ihn ihren Meister nennt. Als sie bemerkt, dass er nicht ihr Meister ist und eine geheimnisvolle Frau sie angreift, flieht Kiara und Futuba mit ihr. Als Kiara Futubas Handy in den Fluss wirft, öffnet sich ein Portal und beide gelangen in die Welt, aus der Kiara stammt. 
Nun will Futuba Kiara helfen, ihren Meister zu finden, und zurück in seine Welt. Auf ihrer Reise treffen sie die hasenartige Magierin Belbel, die sich ihnen anschließt. Futuba lernt, dass Kiara eine „Amaranthine“ ist, ein Wesen mit großen Kräften, die nur von ihrem Meister eingesetzt werden können. Später treffen sie den Prinzen Virid Visette Viridian, der von seinem älteren Bruder verbannt wurde und eine Amaranthine finden muss. Nach einem Kampf schließt er sich der Gruppe an.

## Veröffentlichung
Der Manga erschien von März 2004 bis Februar 2008 im Manga-Magazin Comic Blade des Verlags Mag Garden. Die Einzelkapitel erschienen später in sechs Tankōbon. In geringer Auflage wurden den Sammelbänden DCs und weitere Extras beigelegt. 
Das Werk wurde in den USA von Tokyopop und in Singapur von Chuang Yi veröffentlicht. Eine deutsche Fassung der ersten sechs Bände erschien ab Januar 2006 bei Tokyopop. Die Übersetzung stammt von Nadine Stutterheim.